# Vitstjärtad glada
Vitstjärtad glada (Elanus leucurus) är en amerikansk fågel inom ordningen hökfåglar, vanligen placerad i familjen hökar. Den är nära släkt med svartvingad glada, men urskiljs numera allmänt som egen art. 

## Utseende och läten
Vitstjärtad glada är en 40–42 cm lång och mycket ljus falkliknande rovfågel med spetsiga vingar och tvärt avskuren stjärt. I flykten håller den vingarna resta i både glidläge och flykt, och vingslagen är djupa och graciösa.
Arten är mycket lik nära släktingen svartvingad glada i Gamla världen, med gråvit fjäderdräkt, svartaktiga skuldror och svart runt det röda ögat. Vitstjärtad glada är dock tydligt större med framför allt längre stjärt. Den har också en svart fläck på undre vingtäckarna som svartvingad glada vanligen saknar.

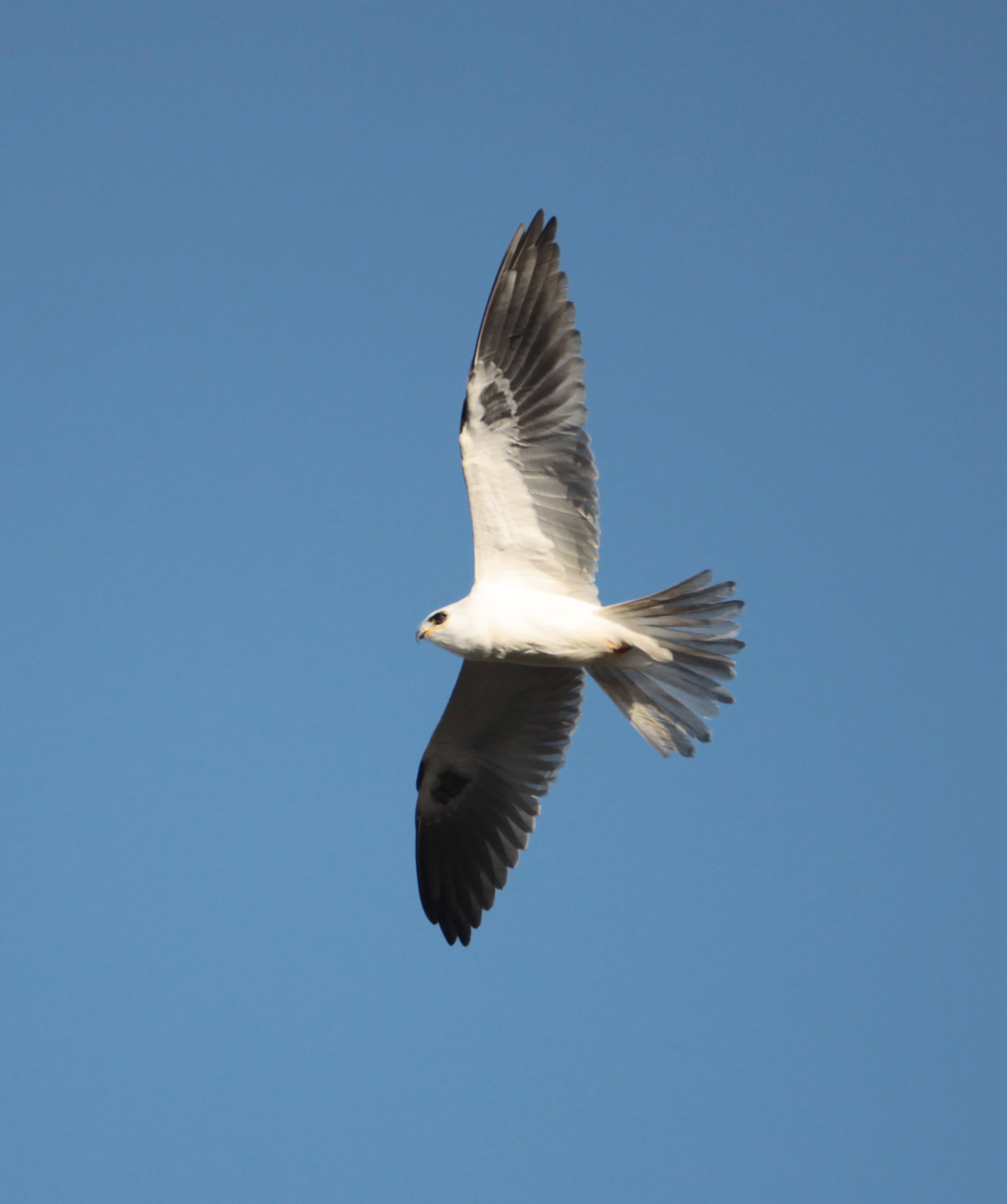
Vitstjärtad glada i flykten. Notera den svarta fläcken på undre vingtäckarna som nära släktingen svartvingad glada normalt saknar.

Fågeln är vanligen tystlåten. Det vanligaste lätet är ett kort och svagt visslande "pju".

## Utbredning och systematik
Vitstjärtad glada förekommer i stora delar av Central- och Sydamerika, men förekommer även in i Nordamerika i södra och västra USA. Den delas in i två underarter med följande utbredning:
- Elanus leucurus majusculus – förekommer från västra och södra USA till västra Panama
- Elanus leucurus leucurus – förekommer österut från Panama till Brasilien, central Argentina och mellersta Chile

### Släktskap
Vitstjärtad glada anses traditionellt vara närbesläktad med amerikanska arten svartskuldrad glada (E. axillaris) och svartvingad glada (E. caeruleus) i Afrika, Asien och Europa. Dessa har tidvis behandlats som en och samma art, men skiljer sig i beteende, fjäderdräkt och morfologi. Artens släkte Elanus utgör tillsammans med saxstjärtsgladan (Chelictinia) och pärlgladan (Gampsonyx) systergrupp till alla andra arter i familjen hökar. Genetiska studier visar att de skildes åt redan under tidig miocen, och parat med skillnader i cytologi, morfologi och ekologi rekommenderar författarna till studien att de urskiljs som en egen familj, Elanidae. Hittills har endast Birdlife International följt dessa rekommendationer, medan tongivande International Ornithological Congress och eBird/Clements, liksom svenska Birdlife Sverige, än så länge behåller kladen bland hökarna.

## Levnadssätt
Vitstjärtad glada hittas i öppen terräng med spridda träd. Till skillnad från svartvingad glada är den huvudsakligen en gnagarspecialist och fångar sina byten i mycket högre grad än denna genom att ryttla. Den kan också ta fåglar, ödlor och groddjur. I Kalifornien bildar den par i januari och i Panama har ägg hittats i december och flygga ungar i juni. I norra Sydamerika häckar den mellan februari och maj. Jämfört med svartvingad glada är den mindre revirhävdande och kan till och med häcka i lösa kolonier.

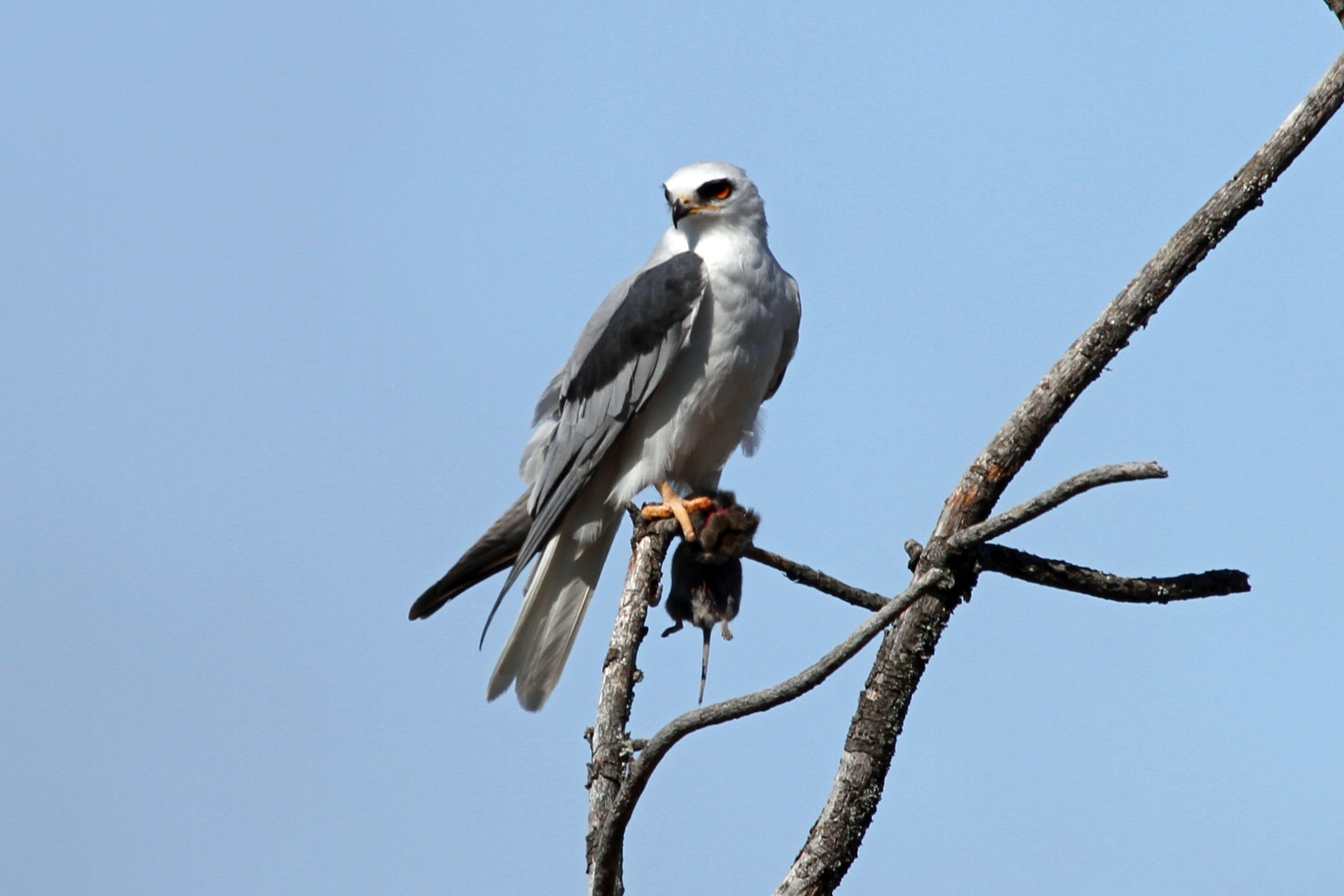
Vitstjärtad glada med nyfångat byte.

## Status och hot
Arten har ett stort utbredningsområde och en stor population, och tros öka i antal. Utifrån dessa kriterier kategoriserar IUCN arten som livskraftig (LC). Världspopulationen uppskattas till mellan en halv och fem miljoner individer.